# Грудек-над-Дунайцем (гмина)
Грудек-над-Дунайцем (пол. Gródek nad Dunajcem) — сельская гмина (волость) в Польше, входит как административная единица в Новосонченский повет, Малопольское воеводство. Население — 8842 человека (на 2004 год).

## Сельские округа
1. Барткова
2. Буйне
3. Грудек-над-Дунайцем
4. Ельна
5. Ельна-Дзялы
6. Липе
7. Подоле
8. Пшидоница
9. Пшидоница-Глиник
10. Розтока
11. Рожнув
12. Сенна
13. Тропе
14. Збышице

## Фотографии
- Костёл